# FMA I.Ae. 20
Die FMA I.Ae. 20 El Boyero ist ein leichtes Mehrzweckflugzeug des argentinischen Herstellers Fábrica Argentina de Aviones.

## Geschichte und Konstruktion
Die I.Ae. 20 war ein leichtes Mehrzweckflugzeug, dessen Entwicklungsarbeiten bereits 1939 begannen. Obwohl der erste Prototyp bereits am 2. November 1939 flog und der zweite im darauffolgenden Jahr, konnte erst 1949 mit der Serienfertigung begonnen werden, da das Unternehmen bis dahin mit der Produktion militärischer Flugzeuge ausgelastet war.
Das Flugzeug war ein abgestrebter Hochdecker mit einer geschlossenen Kabine, in der zwei Personen nebeneinander Platz fanden. Der Rumpf bestand aus Stahlrohren, die, ebenso wie die aus einer Holzrahmenkonstruktion gefertigten Tragflächen, mit Stoff bespannt waren. Weiters verfügte die Maschine über ein festes Spornradfahrwerk. Nach Ende des Zweiten Weltkriegs gab die argentinische Regierung 150 Exemplare in Auftrag, welche an die argentinischen Fliegerclubs und das Militär gehen sollten. Während die Prototypen noch von einem Continental-A50-Vierzylinder-Boxermotor mit 37 kW angetrieben wurde, entschied man sich bei der Serienfertigung für den Continental-A65-8-Vierzylinder-Boxermotor mit 49 kW. Diese Version trug die offizielle Bezeichnung I.Ae. 20-II-B.
Das erste Serienflugzeug wurde 1949 ausgeliefert, die Produktion endete jedoch bereits 1951 nach Auslieferung von nur 129 Exemplaren, da das Unternehmen zunehmend Schwierigkeiten hatte, die erforderlichen Materialien zu beschaffen.

## Militärische Nutzung
Argentinien
- Fuerza Aérea Argentina

## Technische Daten
| Kenngröße             | Daten                                                   |
| --------------------- | ------------------------------------------------------- |
| Besatzung             | 1                                                       |
| Passagiere            | 2                                                       |
| Länge                 | 7,10 m                                                  |
| Spannweite            | 11,50 m                                                 |
| Höhe                  | 1,8 m                                                   |
| Flügelfläche          | 17,7 m²                                                 |
| Flügelstreckung       | 7,5                                                     |
| Leermasse             | 325 kg                                                  |
| max. Startmasse       | 550 kg                                                  |
| Reisegeschwindigkeit  | 140 km/h                                                |
| Höchstgeschwindigkeit | 160 km/h                                                |
| Dienstgipfelhöhe      | 4.000 m                                                 |
| Reichweite            | 650 km                                                  |
| Triebwerke            | 1 × Continental-A65-8-Vierzylinder-Boxermotor mit 49 kW |